# Skilanglauf-Scandinavian-Cup 2009/10
Der Skilanglauf-Scandinavian-Cup 2009/10 war eine von der FIS organisierte Wettkampfserie, die am 18. Dezember 2009 in Vuokatti begann und am 21. Februar 2010 in Spaatind endete.

## Männer

### Resultate
| 1. Scandinavian Cup in Vuokatti, 18. bis 20. Dezember 2009 | 1. Scandinavian Cup in Vuokatti, 18. bis 20. Dezember 2009 | 1. Scandinavian Cup in Vuokatti, 18. bis 20. Dezember 2009 | 1. Scandinavian Cup in Vuokatti, 18. bis 20. Dezember 2009 | 1. Scandinavian Cup in Vuokatti, 18. bis 20. Dezember 2009 |
| ---------------------------------------------------------- | ---------------------------------------------------------- | ---------------------------------------------------------- | ---------------------------------------------------------- | ---------------------------------------------------------- |
| Datum                                                      | Disziplin                                                  | Erster Platz                                               | Zweiter Platz                                              | Dritter Platz                                              |
| 18. Dezember 2009                                          | 15 km klassisch                                            | Lari Lehtonen                                              | Hans Petter Lykkja                                         | Morten Eilifsen                                            |
| 19. Dezember 2009                                          | Sprint klassisch                                           | Kent Ove Clausen                                           | Fredrik Byström                                            | Niklas Colliander                                          |
| 20. Dezember 2009                                          | 15 km Freistil                                             | Kristian Tettli Rennemo                                    | Fredrik Karlsson                                           | Olli Ohtonen                                               |

| 2. Scandinavian Cup in Åsarna, 9. und 10. Januar 2010 | 2. Scandinavian Cup in Åsarna, 9. und 10. Januar 2010 | 2. Scandinavian Cup in Åsarna, 9. und 10. Januar 2010 | 2. Scandinavian Cup in Åsarna, 9. und 10. Januar 2010 | 2. Scandinavian Cup in Åsarna, 9. und 10. Januar 2010 |
| ----------------------------------------------------- | ----------------------------------------------------- | ----------------------------------------------------- | ----------------------------------------------------- | ----------------------------------------------------- |
| Datum                                                 | Disziplin                                             | Erster Platz                                          | Zweiter Platz                                         | Dritter Platz                                         |
| 9. Januar 2010                                        | 20 km Freistil                                        | Geir Ludvig Aasen Ouren                               | Teemu Kattilakoski                                    | Snorri Einarsson                                      |
| 10. Januar 2010                                       | 15 km klassisch                                       | Jesper Modin                                          | Snorri Einarsson                                      | Eirik Kurland Olsen                                   |

| 3. Scandinavian Cup in Sigulda, 3. und 4. Februar 2010 | 3. Scandinavian Cup in Sigulda, 3. und 4. Februar 2010 | 3. Scandinavian Cup in Sigulda, 3. und 4. Februar 2010 | 3. Scandinavian Cup in Sigulda, 3. und 4. Februar 2010 | 3. Scandinavian Cup in Sigulda, 3. und 4. Februar 2010 |
| ------------------------------------------------------ | ------------------------------------------------------ | ------------------------------------------------------ | ------------------------------------------------------ | ------------------------------------------------------ |
| Datum                                                  | Disziplin                                              | Erster Platz                                           | Zweiter Platz                                          | Dritter Platz                                          |
| 3. Februar 2010                                        | Sprint Freistil                                        | Robin Bryntesson                                       | Hallvard Moian Nydal                                   | Hans Petter Lykkja                                     |
| 4. Februar 2010                                        | 15 km Freistil                                         | Thomas Vestbø                                          | Kristian Tettli Rennemo                                | Sjur Røthe                                             |

| 4. Scandinavian Cup in Jõulumäe, 6. und 7. Februar 2010 | 4. Scandinavian Cup in Jõulumäe, 6. und 7. Februar 2010 | 4. Scandinavian Cup in Jõulumäe, 6. und 7. Februar 2010 | 4. Scandinavian Cup in Jõulumäe, 6. und 7. Februar 2010 | 4. Scandinavian Cup in Jõulumäe, 6. und 7. Februar 2010 |
| ------------------------------------------------------- | ------------------------------------------------------- | ------------------------------------------------------- | ------------------------------------------------------- | ------------------------------------------------------- |
| Datum                                                   | Disziplin                                               | Erster Platz                                            | Zweiter Platz                                           | Dritter Platz                                           |
| 6. Februar 2010                                         | Sprint klassisch                                        | Lars Vingli Odsæter                                     | Øyvind Gløersen                                         | Stein Vidar Thun                                        |
| 7. Februar 2010                                         | 15 km klassisch Handicap                                | Hans Petter Lykkja                                      | Tero Similä                                             | Øyvind Gløersen                                         |

| 5. Scandinavian Cup in Ringkollen, Lygna, Vind-Gjoevik, Spaatind, 18. bis 21. Februar 2010 | 5. Scandinavian Cup in Ringkollen, Lygna, Vind-Gjoevik, Spaatind, 18. bis 21. Februar 2010 | 5. Scandinavian Cup in Ringkollen, Lygna, Vind-Gjoevik, Spaatind, 18. bis 21. Februar 2010 | 5. Scandinavian Cup in Ringkollen, Lygna, Vind-Gjoevik, Spaatind, 18. bis 21. Februar 2010 | 5. Scandinavian Cup in Ringkollen, Lygna, Vind-Gjoevik, Spaatind, 18. bis 21. Februar 2010 |
| ------------------------------------------------------------------------------------------ | ------------------------------------------------------------------------------------------ | ------------------------------------------------------------------------------------------ | ------------------------------------------------------------------------------------------ | ------------------------------------------------------------------------------------------ |
| Datum                                                                                      | Disziplin                                                                                  | Erster Platz                                                                               | Zweiter Platz                                                                              | Dritter Platz                                                                              |
| 18. Februar 2010                                                                           | 5 km klassisch Prolog                                                                      | John Kristian Dahl                                                                         | Anders Gløersen                                                                            | Pål Golberg                                                                                |
| 19. Februar 2010                                                                           | Sprint Freistil                                                                            | Anders Gløersen                                                                            | Kristian Tettli Rennemo                                                                    | Eirik Brandsdal                                                                            |
| 20. Februar 2010                                                                           | 30 km klassisch (Massenstart)                                                              | Petter Eliassen                                                                            | Didrik Tønseth                                                                             | Simen Østensen                                                                             |
| 21. Februar 2010                                                                           | 15 km Freistil Handicap                                                                    | Anders Svanebo                                                                             | Rikard Andreasson                                                                          | Arne Post                                                                                  |

### Gesamtwertung Männer
| Endstand (Top 10) |                         |        |
| \| Rang \| Name \| Punkte \| \| ---- \| ----------------------- \| ------ \| \| 01 \| Kristian Tettli Rennemo \| 568 \| \| 02 \| Hans Petter Lykkja \| 331 \| \| 03 \| Sjur Røthe \| 327 \| \| 04 \| Øyvind Gløersen \| 313 \| \| 05 \| Snorri Einarsson \| 237 \| \| 06 \| Petter Eliassen \| 226 \| \| 07 \| Fredrik Karlsson \| 223 \| \| 08 \| Lars Vingli Odsæter \| 210 \| \| 09 \| Tero Similä \| 209 \| \| 10 \| Eirik Kurland Olsen \| 207 \| |                         |        |
| Rang | Name                    | Punkte |
| 01 | Kristian Tettli Rennemo | 568    |
| 02 | Hans Petter Lykkja      | 331    |
| 03 | Sjur Røthe              | 327    |
| 04 | Øyvind Gløersen         | 313    |
| 05 | Snorri Einarsson        | 237    |
| 06 | Petter Eliassen         | 226    |
| 07 | Fredrik Karlsson        | 223    |
| 08 | Lars Vingli Odsæter     | 210    |
| 09 | Tero Similä             | 209    |
| 10 | Eirik Kurland Olsen     | 207    |

## Frauen

### Resultate
| 1. Scandinavian Cup in Vuokatti, 18. bis 20. Dezember 2009 | 1. Scandinavian Cup in Vuokatti, 18. bis 20. Dezember 2009 | 1. Scandinavian Cup in Vuokatti, 18. bis 20. Dezember 2009 | 1. Scandinavian Cup in Vuokatti, 18. bis 20. Dezember 2009 | 1. Scandinavian Cup in Vuokatti, 18. bis 20. Dezember 2009 |
| ---------------------------------------------------------- | ---------------------------------------------------------- | ---------------------------------------------------------- | ---------------------------------------------------------- | ---------------------------------------------------------- |
| Datum                                                      | Disziplin                                                  | Erster Platz                                               | Zweiter Platz                                              | Dritter Platz                                              |
| 18. Dezember 2009                                          | 10 km klassisch                                            | Svetlana Bochkareva                                        | Marte Elden                                                | Tatjana Zavalij                                            |
| 19. Dezember 2009                                          | Sprint klassisch                                           | Anne Kyllönen                                              | Eva Svensson                                               | Magdalena Pajala                                           |
| 20. Dezember 2009                                          | 10 km Freistil                                             | Astrid Øyre Slind                                          | Ingvild Flugstad Østberg                                   | Marte Elden                                                |

| 2. Scandinavian Cup in Åsarna, 9. und 10. Januar 2010 | 2. Scandinavian Cup in Åsarna, 9. und 10. Januar 2010 | 2. Scandinavian Cup in Åsarna, 9. und 10. Januar 2010 | 2. Scandinavian Cup in Åsarna, 9. und 10. Januar 2010 | 2. Scandinavian Cup in Åsarna, 9. und 10. Januar 2010 |
| ----------------------------------------------------- | ----------------------------------------------------- | ----------------------------------------------------- | ----------------------------------------------------- | ----------------------------------------------------- |
| Datum                                                 | Disziplin                                             | Erster Platz                                          | Zweiter Platz                                         | Dritter Platz                                         |
| 9. Januar 2010                                        | 10 km Freistil                                        | Li Hongxue                                            | Marte Elden                                           | Krista Lähteenmäki                                    |
| 10. Januar 2010                                       | 10 km klassisch                                       | Li Hongxue                                            | Krista Lähteenmäki                                    | Sara Svendsen                                         |

| 3. Scandinavian Cup in Sigulda, 3. und 4. Februar 2010 | 3. Scandinavian Cup in Sigulda, 3. und 4. Februar 2010 | 3. Scandinavian Cup in Sigulda, 3. und 4. Februar 2010 | 3. Scandinavian Cup in Sigulda, 3. und 4. Februar 2010 | 3. Scandinavian Cup in Sigulda, 3. und 4. Februar 2010 |
| ------------------------------------------------------ | ------------------------------------------------------ | ------------------------------------------------------ | ------------------------------------------------------ | ------------------------------------------------------ |
| Datum                                                  | Disziplin                                              | Erster Platz                                           | Zweiter Platz                                          | Dritter Platz                                          |
| 3. Februar 2010                                        | Sprint Freistil                                        | Ingvild Flugstad Østberg                               | Eva Svensson                                           | Sara Svendsen                                          |
| 4. Februar 2010                                        | 10 km Freistil                                         | Marte Elden                                            | Ingvild Flugstad Østberg                               | Sara Svendsen                                          |

| 4. Scandinavian Cup in Jõulumäe, 6. und 7. Februar 2010 | 4. Scandinavian Cup in Jõulumäe, 6. und 7. Februar 2010 | 4. Scandinavian Cup in Jõulumäe, 6. und 7. Februar 2010 | 4. Scandinavian Cup in Jõulumäe, 6. und 7. Februar 2010 | 4. Scandinavian Cup in Jõulumäe, 6. und 7. Februar 2010 |
| ------------------------------------------------------- | ------------------------------------------------------- | ------------------------------------------------------- | ------------------------------------------------------- | ------------------------------------------------------- |
| Datum                                                   | Disziplin                                               | Erster Platz                                            | Zweiter Platz                                           | Dritter Platz                                           |
| 6. Februar 2010                                         | Sprint klassisch                                        | Kjersti Bø                                              | Ingrid Vikman                                           | Ingvild Flugstad Østberg                                |
| 7. Februar 2010                                         | 10 km klassisch Handicap                                | Eva Svensson                                            | Ingrid Vikman                                           | Ingvild Flugstad Østberg                                |

| 5. Scandinavian Cup in Ringkollen, Lygna, Vind-Gjoevik, Spaatind, 18. bis 21. Februar 2010 | 5. Scandinavian Cup in Ringkollen, Lygna, Vind-Gjoevik, Spaatind, 18. bis 21. Februar 2010 | 5. Scandinavian Cup in Ringkollen, Lygna, Vind-Gjoevik, Spaatind, 18. bis 21. Februar 2010 | 5. Scandinavian Cup in Ringkollen, Lygna, Vind-Gjoevik, Spaatind, 18. bis 21. Februar 2010 | 5. Scandinavian Cup in Ringkollen, Lygna, Vind-Gjoevik, Spaatind, 18. bis 21. Februar 2010 |
| ------------------------------------------------------------------------------------------ | ------------------------------------------------------------------------------------------ | ------------------------------------------------------------------------------------------ | ------------------------------------------------------------------------------------------ | ------------------------------------------------------------------------------------------ |
| Datum                                                                                      | Disziplin                                                                                  | Erster Platz                                                                               | Zweiter Platz                                                                              | Dritter Platz                                                                              |
| 18. Februar 2010                                                                           | 3,3 km klassisch Prolog                                                                    | Kerttu Niskanen                                                                            | Anne Kyllönen                                                                              | Karianne Bjellånes                                                                         |
| 19. Februar 2010                                                                           | Sprint Freistil                                                                            | Hanna Brodin                                                                               | Eva Svensson                                                                               | Ingvild Flugstad Østberg                                                                   |
| 20. Februar 2010                                                                           | 15 km klassisch (Massenstart)                                                              | Ingvild Flugstad Østberg                                                                   | Kerttu Niskanen                                                                            | Heidi Weng                                                                                 |
| 21. Februar 2010                                                                           | 10 km Freistil Handicap                                                                    | Heidi Weng                                                                                 | Hanna Seppas                                                                               | Emma Wiken                                                                                 |

### Gesamtwertung Frauen
| Endstand (Top 10) |                          |        |
| \| Rang \| Name \| Punkte \| \| ---- \| ------------------------ \| ------ \| \| 01 \| Ingvild Flugstad Østberg \| 775 \| \| 02 \| Marte Elden \| 556 \| \| 03 \| Eva Svensson \| 536 \| \| 04 \| Kerttu Niskanen \| 495 \| \| 05 \| Sara Svendsen \| 353 \| \| 06 \| Britt Ingunn Nydal \| 324 \| \| 07 \| Satu Pirttiniemi \| 310 \| \| 08 \| Kjersti Bø \| 287 \| \| 09 \| Emma Wiken \| 276 \| \| 10 \| Anne Kyllönen \| 275 \| |                          |        |
| Rang | Name                     | Punkte |
| 01 | Ingvild Flugstad Østberg | 775    |
| 02 | Marte Elden              | 556    |
| 03 | Eva Svensson             | 536    |
| 04 | Kerttu Niskanen          | 495    |
| 05 | Sara Svendsen            | 353    |
| 06 | Britt Ingunn Nydal       | 324    |
| 07 | Satu Pirttiniemi         | 310    |
| 08 | Kjersti Bø               | 287    |
| 09 | Emma Wiken               | 276    |
| 10 | Anne Kyllönen            | 275    |